# Турушина Вікторія Вадимівна
Вікто́рія Вади́мівна Туру́шина (нар. 07 травня 1995) — лейтенант медичної служби Командування медичних сил Збройних Сил України. Начальник приймального відділення Запорізького військового госпіталю. Відзначилась у ході російського вторгнення в Україну.
В умовах безпосереднього ризику для життя надає кваліфіковану медичну допомогу хворим і пораненим військовослужбовцям і  цивільним особам, що постраждали внаслідок бойових дій. Приймає активну участь в організації евакуації поранених.

## Життєпис
Народилась в м.Володимир-Волинський (нині м. Володимир) Волинської області. Навчалася в Запорізькому Державному медичному університеті та «Запорізькій медичній академії післядипломної освіти» МОЗ України.
Працювала лікарем медицини невідкладних станів виїзної бригади ШМД в ТМО «Обласний центр екстреної медичної допомоги та медицини катастроф» ЗОР, лікарем медицини невідкладних станів відділення екстреної медичної допомоги КНП «Міська лікарня екстреної та швидкої медичної допомоги» ЗМР.

## Нагороди
- Орден княгині Ольги ІІІ ступеня[1]
- Медаль “За військову службу Україні” [2]
- Нагрудний знак «За військову доблесть»
- Відзнака Президента України «За оборону України»
- «Хрест турботи» — відзнака Запорізького військового госпіталю.